# Eduard Antoine
Eduard Antoine, noto come Eddy (27 agosto 1949), è un ex calciatore haitiano, di ruolo centrocampista.

## Carriera

### Club
In patria gioca tra le file del RC Haïtien. Durante il periodo di militanza con il Racing, fece parte della spedizione haitiana ai Mondiali tedeschi del 1974. Al termine del mondiale si trasferisce negli Stati Uniti, militando nel 1975 nei New Jersey Brewers e nel 1978 con i Chicago Sting, club con cui raggiunge gli ottavi di finale della North American Soccer League 1978. Nel 1979 torna al RC Haïtien.

### Nazionale
Ha vestito la maglia di Haiti in tredici occasioni, partecipando con la sua Nazionale ai Mondiali tedeschi del 1974, giocando tutti e tre gli incontri disputati dalla sua Nazionale. Il suo primo incontro in Nazionale è datato 7 dicembre 1972 nella vittoria haitiana per 1-0 contro l'Honduras mentre l'ultimo lo disputò nella vittoria dei Les Grenadiers del 23 ottobre 1977 per 1-0 contro il Suriname.

## Palmarès

### Nazionale
- Campionato CONCACAF: 1

Haiti 1973